# جيو بونتي
جيو بونتي (بالإيطالية: Gio Ponti)‏ (18 نوفمبر 1891، ميلانو - 16 سبتمبر 1979، ميلانو) كان أحد المهندسين المعماريين الإيطالين والمصممين الصناعيين ومصممي الأثاث والفنانين والناشرين من القرن العشرين.
في عام 1956، شارك **جيو بونتي** مع غوالتييرو غالمانيني وجوردانو فورتو وبييرو بورتالوبي في توسيع جامعة بوليتكنيكو ميلانو. شمل هذا التوسع بناء كلية جديدة للعمارة والتصميم، وهو مشروع مثل خطوة مهمة في تطوير التعليم المعماري في ميلانو.

## معرض صور

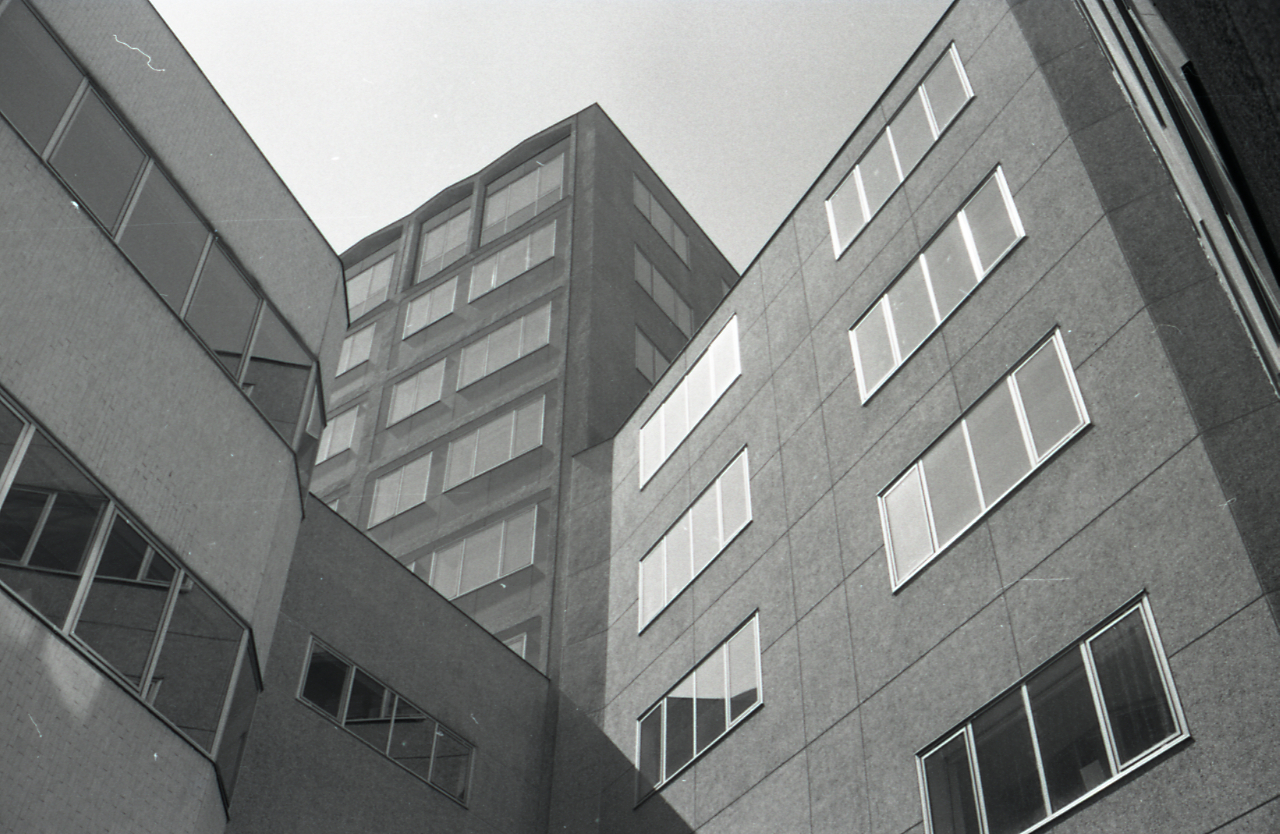
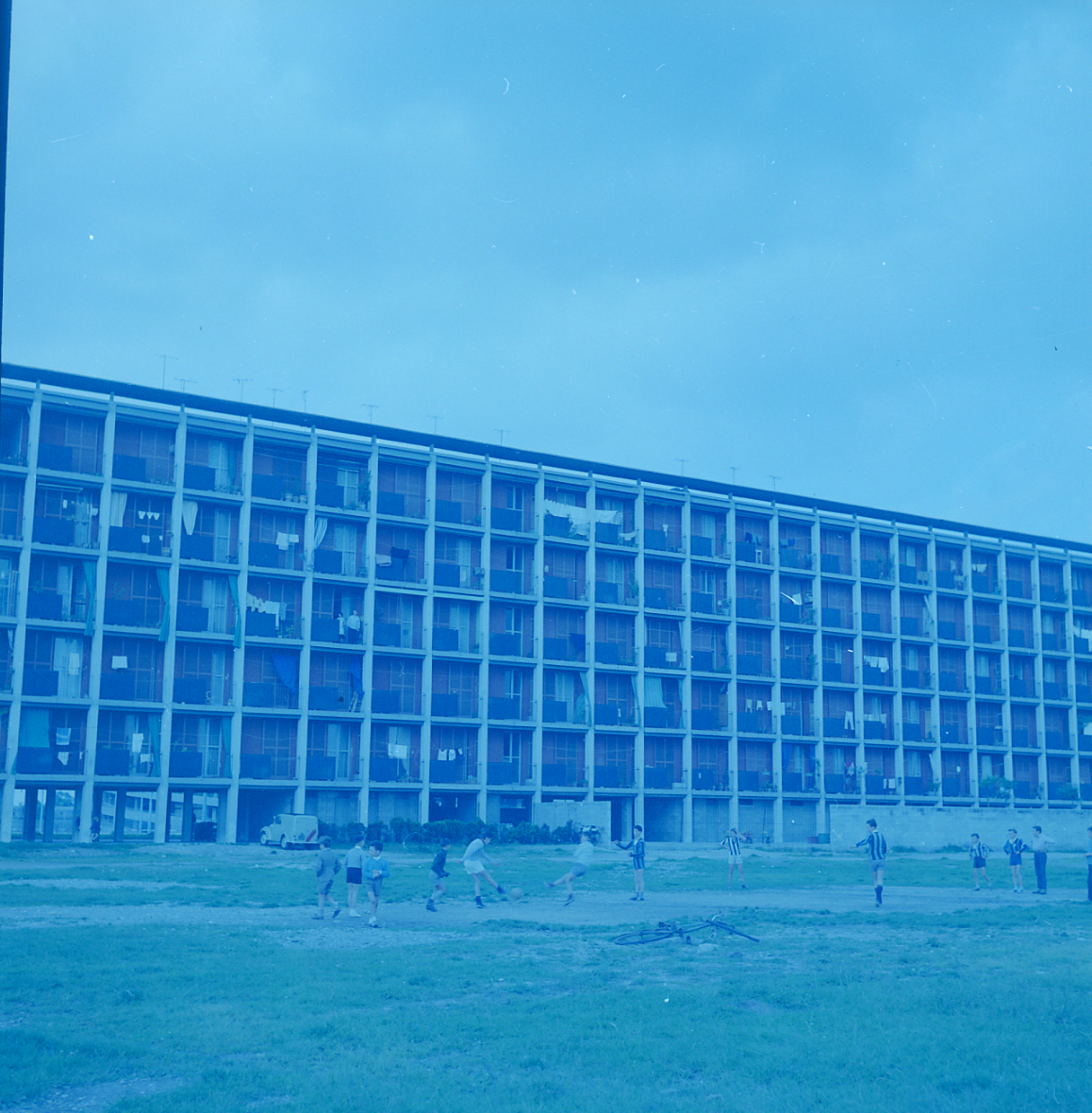

## روابط خارجية
- جيو بونتي على موقع الموسوعة البريطانية (الإنجليزية)